# Monastero di Sant'Angelo Rovinato
Il monastero di Sant'Angelo Rovinato è un edificio sacro situato in località Sant'Angelo, nel comune di Orbetello.

## Descrizione
Su un poggio dominante un vasto paesaggio che si estende da Ansedonia ai tomboli della Giannella e della Feniglia, alla città di Orbetello fino al Monte Argentario, sono visibili i resti del monastero benedettino di Sant'Angelo, risalente, secondo quanto emerso dagli scavi, al secolo X, e attestato nel secolo XII, come uno dei complessi più grandi e importanti della Maremma.
Sono ben visibili i muri perimetrali dell'ampia chiesa.